# Wapen van Eygelshoven

Wapen van Eygelshoven

Het wapen van Eygelshoven bestaat uit het gedeelde schild van de voormalige gemeente Eygelshoven. Het schild is samengesteld met het wapen van Gulik, het wapen van Von Schönrath en het mijnwerkerssymbool. De omschrijving luidt:
"Verdeeld door de omgekeerde gaffelsnede : rechts in goud een leeuw van sabel, getongd en genageld van keel; links doorsneden van azuur en goud met eenen geschaakten schuinbalk van keel en zilver over alles heen; van onderen in zilver schuingekruist een kolenhouweel en een kolenhamer van sabel. Het schild gedekt met een gouden kroon van 3 bladeren en 2 paarlen."

## Geschiedenis
Eygelshoven was begin 14e eeuw onderdeel van het graafschap-, later hertogdom Gulik. De hertog van Gulik verpandde Eygelshoven aan de heren van het land van Terheyden waarvan het deel bleef uitmaken tot aan de Franse tijd. Ter herinnering werd het Wapen van Gulik opgenomen. Het land van Terheyden werd circa 1500 als erfelijk leen geschonken aan Werner Von Schönrath. Deze wordt gezien als eerste heer van Eygelshoven. Ter herinnering werd het familiewapen van dit geslacht, bestaande uit een azuur-gouden veld met daaroverheen een geblokte schuinbalk, opgenomen in het gemeentewapen. Via deze familie kwam Eygelshoven in handen van de familie Van den Bongard. Zij verloren de heerlijkheid tijdens de Franse inlijving in 1795. De mijnbouw was in Eygelshoven zeer belangrijk geweest, ter herinnering aan het mijnbouw verleden van de gemeente werden het kolenhouweel en de kolenhamer opgenomen. De gemeente Eygelshoven werd op 1 januari 1982 opgeheven en kwam grotendeels bij de nieuwe gemeente Kerkrade. Er werden geen elementen van Eygelshoven overgenomen in het wapen van Kerkrade.

## Verwant wapen

Wapen van Gulik